# Daoulas
Daoulas (bretonska: Daoulaz) är en kommun i departementet Finistère i regionen Bretagne i västra Frankrike. Kommunen ligger i kantonen Daoulas som tillhör arrondissementet Brest. År 2022 hade Daoulas 1 835 invånare.

## Befolkningsutveckling
Antalet invånare i kommunen Daoulas
Referens:INSEE